# Compreignac
Compreignac (tiếng Occitan: Comprenhac) là một xã của tỉnh Haute-Vienne, thuộc vùng Nouvelle-Aquitaine, miền trung nước Pháp.